# Operário FC (MS)
Der Operário Futebol Clube ist ein brasilianischer Fußballverein aus Campo Grande im Bundesstaat Mato Grosso do Sul.

## Geschichte
Der Verein ist von Fabrikarbeitern (port: Operário) gegründet worden und spielte bis 1978 in der Staatsmeisterschaft von Mato Grosso, die er vier Mal gewinnen konnte. Nach der Gründung des Staates Mato Grosso do Sul 1979 hat er dessen Staatsmeisterschaft zehn Mal gewinnen können und ist damit sein Rekordtitelträger.
In der nationalen brasilianischen Meisterschaft war der Verein in den 1970er und 80er Jahren mehrfach in der höchsten Spielklasse, der Série A, vertreten und hat dort im Jahr 1977 mit dem dritten Tabellenplatz seinen größten Erfolg feiern können. Aktuell ist er in keiner Liga der nationalen Meisterschaft vertreten.

## Stadion

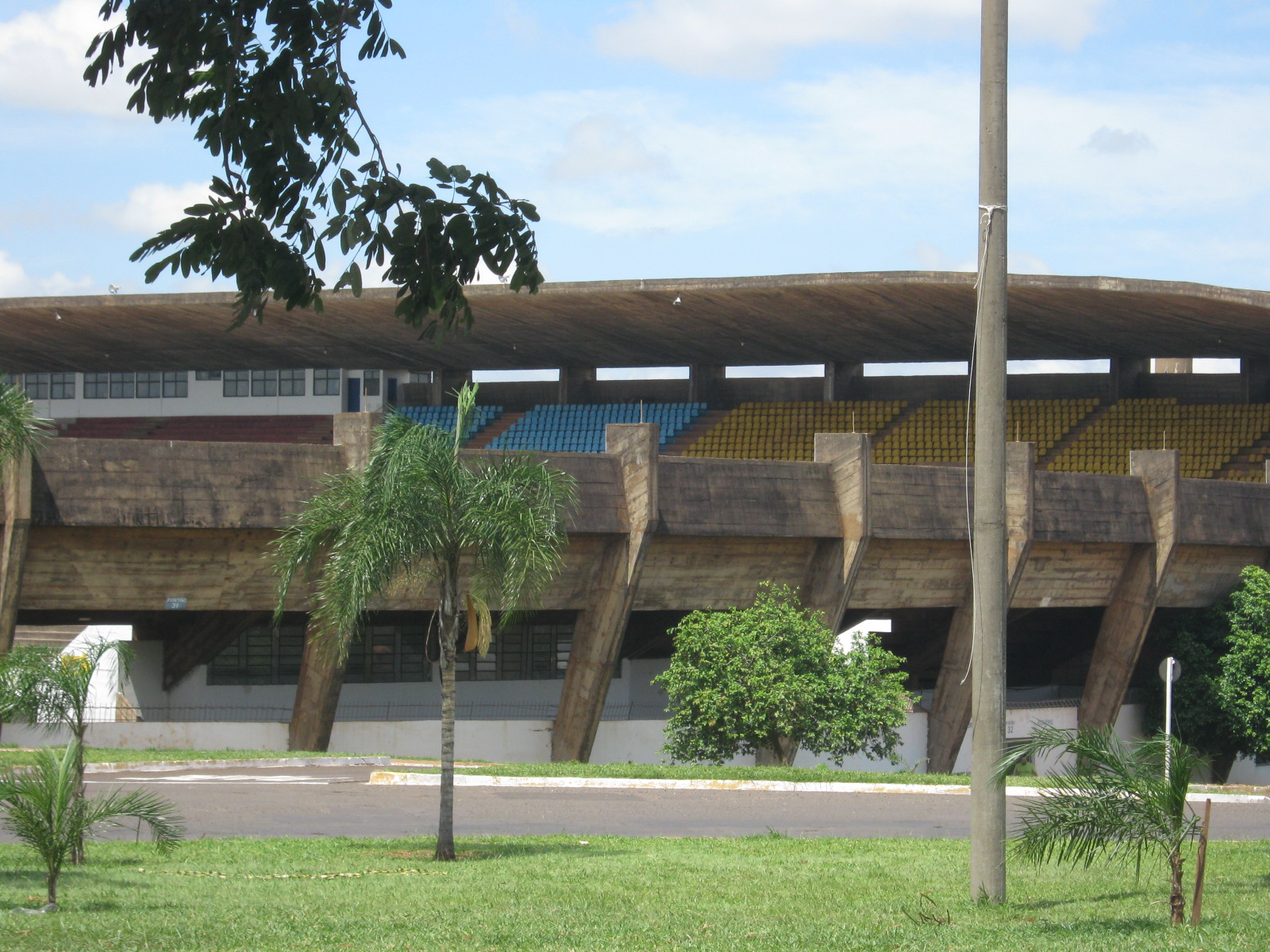
Estádio Universitário Pedro Pedrossian

Der Verein trägt seine Heimspiele im Estádio Universitário Pedro Pedrossian, auch unter dem Namen Morenão bekannt, in Campo Grande aus. Das Stadion hat ein Fassungsvermögen von 45.000 Personen.

## Erfolge
Männer:
- Campeonato Brasileiro de Futebol Série A: 1977 (3. Platz)
- Campeonato Brasileiro de Futebol – Série B: 1987
- Staatsmeister von Mato Grosso: 1974, 1976, 1977, 1978
- Staatsmeister von Mato Grosso do Sul (14×): 1979, 1980, 1981, 1983, 1986, 1988, 1989, 1991, 1996, 1997, 2018, 2022, 2024, 2025
- Korea Cup: 1982 (Titel geteilt mit der südkoreanischen Nationalmannschaft)

Frauen:
- Staatsmeister von Mato Grosso do Sul (4×): 2021, 2022, 2023, 2024

## Bekannte Spieler
- Carlos José Castilho (1977)
- Haílton Corrêa de Arruda (1977)
- Roberto César (1977–1978)